# Tomtor
Tomtor (in russo e in jacuto Томтор) è una località del nord-est della Russia, nella regione della Siberia, famosa per il suo presunto primato della temperatura più bassa mai registrata nell’emisfero boreale in un centro abitato. Vicino ad essa si trova Ojmjakon, altro paesino con cui contende il titolo.